# Jennifer Lombardo
Jennifer Lombardo (Palermo, 24 giugno 1991) è una sollevatrice italiana.

## Palmarès
- Europei

Bucarest 2018: argento nello strappo, nello slancio e nel totale 53kg.
- Giochi del Mediterraneo

Tarragona 2018: oro nello strappo e nello slancio nei 53 kg.